# Дзета Эридана
Дзета Эридана (ζ Eri, 13 Эридана) — белая звезда главной последовательности в созвездии Эридана. Находится на расстоянии 120 световых лет (36.8 пк) от Солнца, Видимая звёздная величина составляет +4.79 (звезда видна невооружённым глазом). У звезды есть традиционное название Зибаль (Zibal).

## Характеристики
Зибаль массивнее Солнца в 2.2 раза, радиус чуть более двух солнечных. Светимость звезды в 14 раз больше солнечной, температура поверхности составляет около 7500 градусов Цельсия. Отрицательное значение лучевой скорости говорит о том, что звезда приближается к Солнечной системе со скоростью около 4 км/с.